# Трептов-Кепенік
| Німеччина | Це незавершена стаття з географії Німеччини. Ви можете допомогти проєкту, виправивши або дописавши її. |

Тре́птов Кепе́нік (нім. Treptow-Köpenick) дев'ятий адміністративний округ Берліна, заснований 2001 року з округів Трептов та Кепенік, займає 18,9% від загальної площі Великого Берліна.

## Огляд
Серед районів Берліна це найбільший за площею район з найменшою щільністю населення. Йоганністаль (нім. Flugplatz Johannisthal), перший аеродром Німеччини, був розташований у Трептов-Кепенік (Treptow-Köpenick), між Йоганністаль (Johannisthal) та Адлерсхоф (Adlershof). 
Трептов-парк — популярне місце відпочинку та туристичний напрямок, також розташований у районі. У парку розташований радянський військовий меморіал солдатам полеглим у битві за Берлін у 1945 році.

## Історія

### Друга світова війна
Масові відкликання з 1941 року призвели до браку кадрів на заводах. Щоб підтримувати виробництво, було зайнято більше примусових робітників з усієї Європи. Для примусових робітників у Wuhlheide було побудовано кілька казарм. Тут також знаходився однойменний берлінський трудово-виховний табір гестапо. Понад 6000 іноземних примусових робітників працювали на Kabelwerk Oberspree та інших заводах, розташованих у фабричному комплексі AEG, а також жінки-в’язні в концтаборі Sachsenhausen у 1944-1945 роках.
Під час повітряних нальотів союзників 21 червня та 6 серпня 1944 року Обершеневайде зазнав потужних килимових бомбардувань, тоді як Kabelwerk Wilhelminenhof було сильно пошкоджено. Атака 26 лютого 1945 року знову зустріла Обершеневайде в повному обсязі. Серед жертв було багато іноземних примусових робітників.